# Bézu-Saint-Germain
Bézu-Saint-Germain is een gemeente in het Franse departement Aisne (regio Hauts-de-France) en telt 477 inwoners (1999). De plaats maakt deel uit van het arrondissement Château-Thierry.

## Geografie
De oppervlakte van Bézu-Saint-Germain bedraagt 11,2 km², de bevolkingsdichtheid is 42,6 inwoners per km².

## Demografie
Onderstaande figuur toont het verloop van het inwonertal (bron: INSEE-tellingen).
Vanwege een beveiligingsprobleem met de MediaWiki Graph-software is het momenteel niet mogelijk deze grafiek weer te geven. Zodra de software is bijgewerkt zal de grafiek vanzelf weer zichtbaar worden.